# Traian Cihărean
Traian Cihărean, né le 13 juillet 1969 à Bichigiu, est un haltérophile roumain.

## Carrière
Traian Cihărean participe aux Jeux olympiques d'été de 1992 à Barcelone où il remporte la médaille de bronze dans la catégorie des moins de 52 kg.
Il remporte une médaille de bronze dans la catégorie des moins de 52 kg aux Championnats du monde d'haltérophilie en 1989 à Athènes.
Il obtient aussi un titre de champion d'Europe dans la catégorie des moins de 52 kg en 1991, quatre médailles d'argent en 1988, 1989, 1990 et 1992 et deux médailles de bronze en 1996.